# Schlotheimia perserrata
Schlotheimia perserrata är en bladmossart som beskrevs av Aloysio Sehnem 1978. Schlotheimia perserrata ingår i släktet Schlotheimia och familjen Orthotrichaceae. Inga underarter finns listade i Catalogue of Life.